# Casabermeja
Casabermeja – gmina w Hiszpanii, w prowincji Malaga, w Andaluzji, o powierzchni 67,28 km². W 2011 roku gmina liczyła 3686 mieszkańców.